# Gerhard Narholz

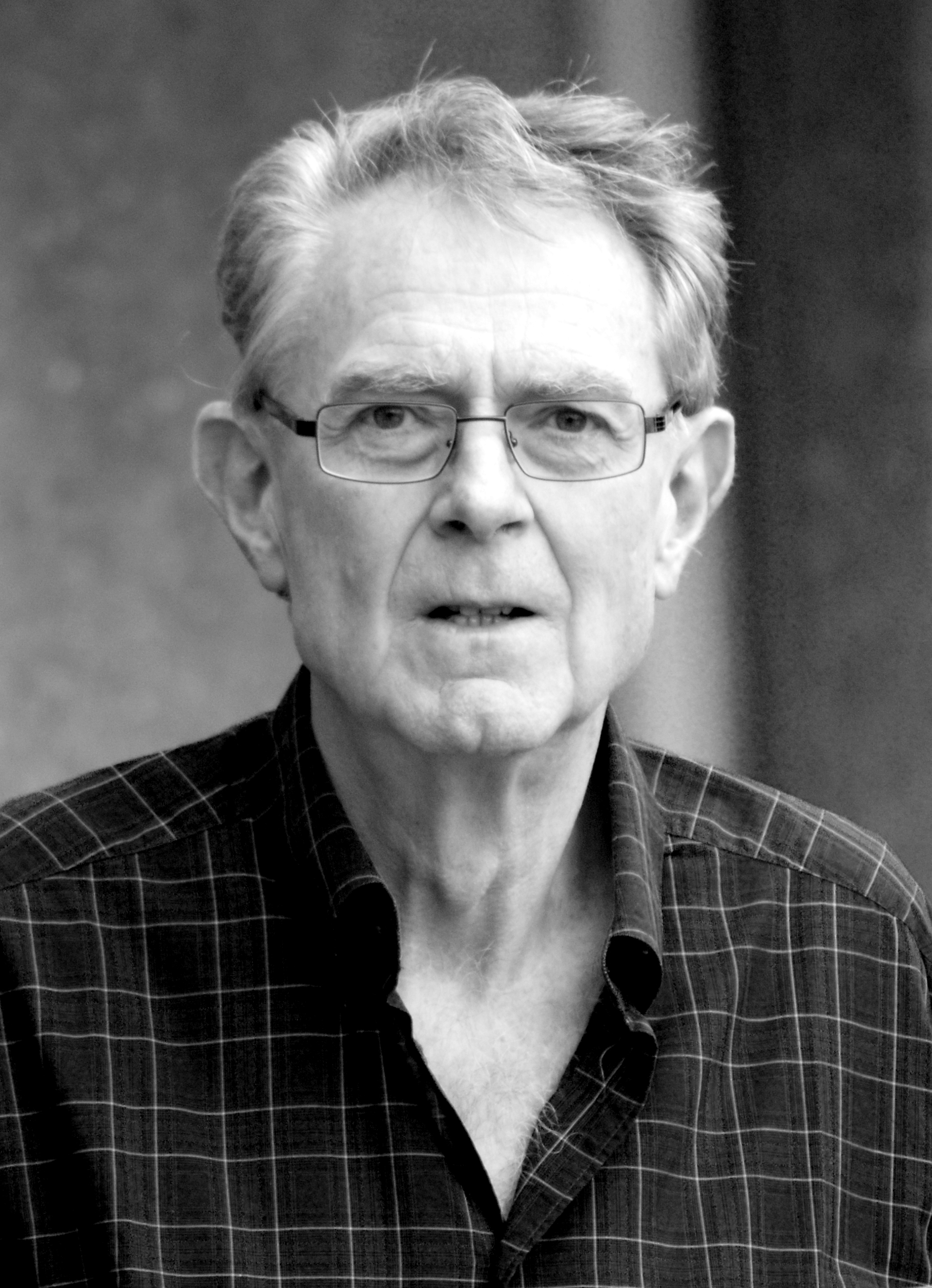
Gerhard Narholz (2008)

Gerhard Narholz (* 9. Juni 1937 in Vöcklabruck) ist ein österreichischer Komponist, Arrangeur und Dirigent.

## Leben
Narholz studierte Komposition an der Wiener Musikakademie, sowie Musikwissenschaft und Pädagogik. Er widmete sich zunächst der Unterhaltungsmusik und schrieb 1958–1965 Pop-Songs für Petula Clark, Heidi Brühl, Bill Ramsey und die Musik zu deutschen Schlager-/Heimatfilmen und TV-Serien. In dieser Zeit arrangierte und produzierte er Langspielplatten für Polydor Deutschland und Polydor Tokyo (unter seinem Pseudonym Otto Sieben).
1965 gründete Narholz die Sonoton Recorded Music Library. 1970–1980: unter dem Pseudonym Norman Candler arrangierte, dirigierte und produzierte Gerhard Narholz mehrere Langspielplatten mit seinen „Magic Strings“ für Teldec Deutschland und London/King Records, Tokyo. 1971 erhielt Norman Candler den „Three Star Award“ der BBC für „die beste LP des Jahres“. Im September 2015 wurde Gerhard Narholz mit dem „Hall of Fame“ Mark Award der Production Music Association (PMA) für sein Lebenswerk ausgezeichnet. Ein Teil seiner Werke wurde in der Musikkollektion von APM Music lizenziert und erscheint darum in amerikanischen Fernsehserien und Videospielen wie Saints Row.
Narholz gründete das Label PRO VIVA und den PRO NOVA Musikverlag, den Kompositionen lebender klassischer Komponisten gewidmet. Er komponierte und produzierte Easy-Listening-Alben für Sonoton und Intersound mit Billy May, Horst Jankowski, Nelson Riddle, Les Brown, Ted Heath, Mr. Acker Bilk, Xavier Cugat, Franck Pourcel u. a. 1980–2009 lag der Schwerpunkt auf Kompositionen von Production-Music für Sonoton. Gerhard Narholz ist Miteigentümer und Geschäftsführer der Sonoton Music GmbH & Co. KG, München.

## Diskographie

### Singles (Auswahl)
- Luna Luna Lu lieber Mond; Heidi Brühl (Philips 1959)
- Es war an der Riviera; Susi und Peter (Polydor 1961)
- Du musst nicht traurig sein; Das Herz-Quintett (Odeon 1961)
- Ein Tango in der Hafenbar; Peggy Brown (Telefunken 1962)
- Ich gehör nur dir allein; Ana Štefok (Polydor 1962)
- Ich zähl die Stunden; Yovanna (Polydor 1962)
- Dich gibt es nur einmal; Katja Bischoff (Telefunken 1962)
- Ancora Pepita; Hardy und Paul (Polydor 1962)
- Ohne Liebe; Heidelberg Duo (Decca Records 1962)
- Es wird wieder schön; Friedel Hensch (Polydor 1962)
- Manjana; Tahiti-Tamourés (Polydor 1963)
- Was ich an dir am meisten liebe; Bernd Spier (CBS 1963)
- Robin Hood; Inga Cabor (Polydor 1963)
- Die alte Kuckucksuhr; Das Original Schwarzwald-Trio Seitz (Polydor 1963)
- Büro-Tango; Die Rhein-Nixen (Electrola 1963)
- Übermut im Salzkammergut a. d. Film; Hannelore Auer (Electrola 1963)
- Mutti muss mal Urlaub machen; Schöneberger Sängerknaben (Telefunken 1963)
- Es war alles nur Spiel; Christa Williams (Metronome 1963)
- Ich möchte' der Vorstand sein vom Damenturnverein; Kurt Grosskurth (Ariola 1963)
- Wenn ich es nur wüßt’…; Helga Brendgen (Polydor 1963)
- Ein Student aus Heidelberg; Bill Ramsey (Columbia 1964)
- Cu-Cu-Ru; El Porompero (Metronome 1964)
- Postillon; Paul Kuhn Ensemble (Columbia 1964)
- Gondola d’amore; Peggy und Jacky (Telefunken 1964)
- John Kling’s Twist; Orchester Gerhard Narholz (Polydor 1965)
- Chanson pur deux; Ronny King/Otto Sieben (Polydor Tokyo 1966)
- Stenka Rasin; Ronny King/Gerhard Narholz (Ariola 1967)
- Nordlicht; Gerhard Narholz & Orchester (Vogue 1967)
- Le petit chien noir; Petula Clark (Vogue 1967)
- Theme from „Love Story“; The Norman Candler Magic Strings (London Records, Tokyo 1973)
- In the Mood for Bach; The Norman Candler Magic Strings (London Records, Tokyo 1973)
- Day by Day; Norman Candler (Telefunken 1973)
- The Days of no Return; The Norman Candler Magic Strings (London Records, Tokyo 1980)

### Langspielplatten (Auswahl)
- Canzone; Ronny King/Otto Sieben (Polydor Tokyo 1963)
- Wenn der Abend zu Ende geht; Rüdiger Piesker/Gerhard Narholz (Polydor Germany 1963)
- O du Fröhliche; Gerhard Narholz (Polydor Germany 1964)
- Sonntags im Konzertcafe; Franz Deuber/Gerhard Narholz (Polydor Germany 1964)
- Trumpet Wonderland; Ronny King/Gerhard Narholz (Decca Records Germany 1965)
- Golden Hit Time; Otto Sieben (Polydor Tokyo 1966)
- Love Story; Ronny King/Otto Sieben (Polydor Tokyo 1967)
- All about Golden Guitar; Franz Löffler/Otto Sieben (Polydor Tokyo 1967)
- Wonderful World of Waltz; Otto Sieben (Polydor Tokyo 1968)
- This is Romantic Latin Mood; Hans Wolf/Otto Sieben (Polydor Tokyo 1969)
- Moon over Italy; Ronny King/Gerhard Narholz (Decca Records Germany 1969)
- King of Trumpet; Ronny King/Gerhard Narholz (Ariola Germany 1969)
- Magic Strings 1; Norman Candler (Telefunken Germany 1970)
- Guitar Concerto; Harald Winkler/Norman Candler (Telefunken Germany 1970)
- Magic Strings 2; Norman Candler (Telefunken Germany 1971)
- Magic Strings; Norman Candler (London Records/King Tokyo 1971)
- Magic Strings 3; Norman Candler (Telefunken Germany 1972)
- Guitar of Guitars Vol 1; Harald Winkler/Norman Candler (London Records/King Tokyo 1972)
- Sexy Sound 1; Norman Candler Orchestra (Telefunken France 1973)
- Alone Again; Harald Winkler/Norman Candler (Telefunken Germany 1973)
- Moonlight Party; Norman Candler (Telefunken Germany 1973)
- Love me with all your Heart; Harald Winkler/Norman Candler (Telefunken Germany 1974)
- Norman Candler Candies; Norman Candler (Telefunken Germany 1974)
- The Girls in my Life; Norman Candler (Telefunken Germany 1974)
- Festival of Film Hits: Harald Winkler/Norman Candler (London Records/King Tokyo 1974)
- You are the Sunshine of my Life; Harald Winkler/Norman Candler (Telefunken Germany 1975)
- Happy Polka; Norman Candler (Telefunken Germany 1975)
- Alone Again; Harald Winkler/Norman Candler (Telefunken Germany 1975)
- Candler by Candlelight; Norman Candler Magic Strings (London Phase 4, UK 1976)
- Golden Sound Orchestras; Norman Candler (Telefunken Germany 1976)
- Can't give you anything but Love; Norman Candler (Telefunken Germany 1976)
- Le Reve; Harald Winkler/Norman Candler (Telefunken Germany 1977)
- Try a little Tenderness; Norman Candler (Telefunken Germany 1977)
- Killing me softly with his Song; Harald Winkler/Norman Candler (London Records/King Tokyo 1977)
- Tombe la Neige; Harald Winkler/Norman Candler (London Records/King Tokyo 1977)
- Romantic Moods; Norman Candler (Telefunken Germany 1978)
- A Tribute to John; Norman Candler (Telefunken Germany 1978)
- Das Mädchen von Hongkong (2014 Black Pearl Records)

### CDs / Download-Alben (Auswahl)
- The Soft Magic; Norman Candler (1989 Intersound Germany)
- Luck for you; Mr. Acker Bilk/Norman Candler (1989 Intersound Germany)
- Listen to the Radio; Franck Pourcel (1989 Intersound Germany)
- Piano Talk; Mladen Franko/Norman Candler (1989 Intersound Germany)
- The Best of Mr. Black Forest; Horst Jankowski (1989 Intersound/Sonoton Germany)
- Lightning up the Town; Kenny Ball & The Jazzmen (1990 Intersound Germany)
- Fun & Romance; Mladen Franko/Norman Candler (1991 Intersound Germany)
- Big Band Classics; Les Brown/Billy May (1991 Intersound Germany)
- Dance and Dream; Norman Candler (1992 Intersound Germany)
- Traumnoten; Eugen Cicero (1993 Intersound Germany)
- To all my Friends; Xavier Cugat (1994 Intersound Germany)
- Piano Interlude; Horst Jankowski (1994 Intersound/Sonoton Germany)
- Born with a Kiss; Harald Winkler/Norman Candler (1994 Intersound Germany)
- Big Band Classics 2; Ted Heath (1996 Intersound Germany)
- Archival 3 Easy Listening (Sonoton Germany 1996)
- Archival 4 Happy Swing (Sonoton Germany 1998)
- Easy Listening Lounge; Eugen Cicero (1997 Intersound Germany)
- The Happy 60s; Gerhard Narholz (1997 Intersound Germany)
- Martini Lounge (Sonoton Germany 1997)
- Lounge Exotica (Sonoton Germany 1997)
- 60s TV Lounge (Sonoton Germany 1997)
- Romance, Fire and Fancy (2003 Intersound Germany)
- Das Mädchen von Hongkong (2014 Black Pearl Records)
- Taking a Chance on Love; Norman Candler - Magic Strings (2014 Memorylane / Intersound Germany)
- Many Times; Norman Candler - Magic Strings (2015 Memorylane / Intersound Germany)
- I Could Have Danced All Night; Norman Candler - Magic Strings (2015 Memorylane / Intersound Germany)
- Dancing in the Moonlight; Norman Candler - Magic Strings (2016 Memorylane / Intersound Germany)
- Girls; Norman Candler - Magic Strings (2018 Memorylane / Intersound Germany)
- With a Song in My Heart; Norman Candler - Magic Strings (2019 Memorylane / Intersound Germany)
- Pearls; The Gerhard Narholz Orchestra (2020 Intersound Germany)
- Childhood Nostalgia; Otto Sieben (2020 Sonoton Music)
- Optimistic Piano; Otto Sieben & Roman Raithel (2020 Sonoton Music)
- Norman Candler plays John Lennon; Norman Candler - Magic Strings (2020 Memorylane / Intersound Germany)
- When I Fall in Love; Norman Candler - Magic Strings (2021 Memorylane / Intersound Germany)
- Vintage Pearls: Sweet and Romantic; Norman Candler - Magic Strings (2021 Intersound Germany)
- Soft and Tender; Norman Candler - Magic Strings (2023 Memorylane / Intersound Germany)

## Filmografie (Auswahl)
- 1963: Übermut im Salzkammergut
- 1964: Die lustigen Weiber von Tirol
- 1965: Ich kauf mir lieber einen Tirolerhut
- 1975–1980: Schulmädchen-Report (verschiedene Folgen)
- 1973: Das Mädchen von Hongkong
- 1966–1970: John Klings Abenteuer (TV-Serie)
- 2012: Sisi … und ich erzähle euch die Wahrheit